# Gerhard Ramspeck
Gerhard Jacob Ramspeck (* 25. Juni 1793 in Alsfeld; † 24. Dezember 1880 ebenda) war ein hessischer Kaufmann und Politiker und Abgeordneter der 2. Kammer der Landstände des Großherzogtums Hessen sowie langjähriger Bürgermeister von Alsfeld.
Gerhard Ramspeck war der Sohn des Tuchmachermeisters, Kaufmanns und Kirchenältesten Johann Werner Ramspeck (1764–1846) und dessen Ehefrau Sibylla Katharine, geborene Hartmann (1763–1818). Die Familie stammte ursprünglich aus Basel. Hans Jakob Ramspeck erhielt am 5. Mai 1679 das Bürgerrecht in Alsfeld.
Ramspeck, der evangelischen Glaubens war, war Kaufmann in Alsfeld und heiratete 1813 dort Susanne Juliane geborene Hartmann (1792–1874). Der gemeinsame Sohn Werner Ramspeck wurde ebenfalls Landtagsabgeordneter und Bürgermeister. Daneben hatte das Paar 5 weitere Kinder.
Ramspeck diente 1816 bis 1819 als Leutnant bei der Landwehr. Er wurde 1822 zunächst zum Beigeordneten gewählt. Ramspeck war ab 1825 Ortsgerichtsvorsteher in Alsfeld. 1825 bis 1871 war er Bürgermeister der Stadt.
In seine Amtszeit als Bürgermeister fielen die Verlegung des Landratssitzes von Romrod nach Alsfeld im Jahr 1829 und die Bildung des Kreises Alsfeld 1832. Weitere Veränderungen war die Vergrößerung und Verschönerung des Friedhofs auf dem Frauenberg (1839–1844), die Einführung der Straßenbeleuchtung ab 1842 und die Wiederherstellung des Luthertürmchens im gleichen Jahr, die Renovierung der Dreifaltigkeitskirche 1852, die Einführung der Alsfelder Nachtwache 1862, die Erweiterung der Wohnbebauung jenseits der Stadtmauer, der Bau der Telegrafenleitung 1868 und Anschluss Alsfelds an die oberhessische Eisenbahn 1870.
Von 1841 bis 1849 gehörte er der Zweiten Kammer der Landstände an. Er wurde für den Wahlbezirk der Stadt Alsfeld gewählt. 1848 war er Mitglied des Vorparlaments.